# شهرستان گرین‌بریر (ویرجینیای غربی)
شهرستان گرین‌بریر، ویرجینیای غربی (به انگلیسی: Greenbrier County, West Virginia) یک سکونتگاه مسکونی در ایالات متحده آمریکا است که در ویرجینیای غربی واقع شده‌است.

## خصوصیات
شهرستان گرین‌بریر ۲٬۶۵۴٫۷۵ کیلومترمربع مساحت دارد.